# Ursula Reutner

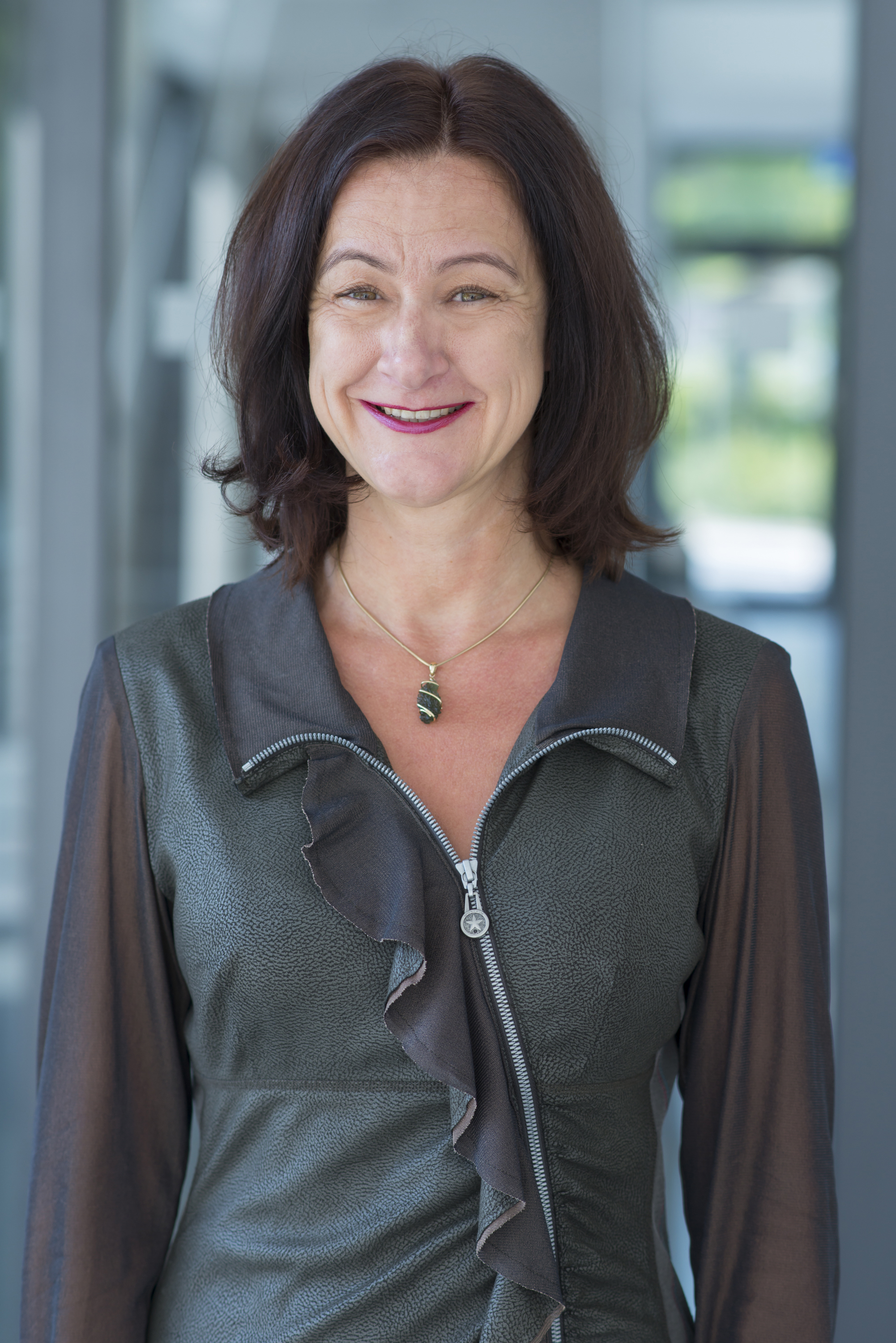
Reutner Ursula, 2017

Reutner Ursula (Bayreuth, 1975. október 6. –) német nyelvész, a Passaui Egyetem újlatin nyelvek nyelvészeti és kulturális tanulmányai tanszék vezetője.

## Élete
Reutner Ursula 1994-ben érettségizett a bayreuthi Richard-Wagner-Gimnáziumban. A fiatal tehetségek bajor ösztöndíjának részeseként európai közgazdaságtant, filozófiát és művészettörténetet, valamint angol, francia, olasz és spanyol nyelvet és irodalmat tanult a Bambergi Egyetemen és a Párizs-Sorbonne Egyetemen (Párizs IV.). Többek között az indiai Csennai Goethe Intézetben és az ecuadori quitói német nagykövetségen szerzett gyakorlatot, valamint az Amnesty International bambergi egyetemi csoportjának vezetője volt. 2004-ben doktorált az Augsburgi Egyetemen Nyelv és identitás című disszertációjával. 2007-ben megszerezte a professzori címet "A nyelv és a tabu" témakörben írt szakdolgozatával. Kutatási és oktatói tevékenységei többször eljuttatták Franciaországba, Olaszországba, Spanyolországba, Kanadába, Mexikóba, Argentínába és Brazíliába. 2001 és 2007 között az Augsburgi Egyetem Újlatin nyelvek Nyelvészeti Tanszékén dolgozott. 2007 és 2008 között a Duisburg-Essen Egyetem Újlatin nyelvek nyelvészeti tanszékének ideiglenes vezetője volt.
2009 óta a Passaui Egyetem újlatin nyelvek nyelvészeti és kultúrális tudományok tanszékének vezetöje. 2011-ben visszautasította a Heidelbergi Egyetem, 2014-ben a Paderborni Egyetem állásajánlatát. 2010 óta az Interkulturális Kommunikáció Intézetének tudományos igazgatója, 2014 óta pedig a Passaui Egyetem Nyelvközpontjának vezetője. 2014 és 2018 között az egyetem nemzetközi kapcsolatokért felelős alelnöke volt.
2018-ban a Buenos Aires-i Universidad del Salvador egyetem díszdoktori címet adományozott neki.

## Kutatási területei
Reutner Ursula a frankofónia és a hispanofónia többnyelvű társadalmait vizsgálja a nyelvi hatalomelosztás, a nyelvpolitika és a nyelvi változatosság kérdéseivel kapcsolatban. Nyelvi tabukat dolgoz ki a mindennapi nyelvben és speciális kommunikációs helyzetekben. A digitális terek esetében a nyelvi egyetemességre és a kulturális sajátosságokra kérdez rá.

## Kitüntetései
- 2023: Bajor Érdemrend
- 2021: Paul Harris társ[8] a Rotary International-től
- 2018:  Universidad del Salvador (Buenos Aires)[9] díszdoktori cím
- 2006: Frankofón Egyesület Germaine de Staël Díj[10]
- 2005: Német frankofón egyesület Elise Richter-Díj[11]

## Publikációi (válogatás)
- Manual of Romance Languages in Africa. De Gruyter, Berlin/Boston 2024, ISBN 978-3-11-062610-0.
- Manuel des francophonies. De Gruyter, Berlin/Boston 2017, ISBN 978-3-11-034670-1.
- Interkulturelle Kompetenz. Anleitung zum Fremdgehen – Ein Lernparcours. Westermann, Braunschweig 2015, ISBN 978-3-14-162172-3.
- Lingüística mediática y traducción audiovisual. Peter Lang, Frankfurt am Main 2015, ISBN 978-3-631-66486-5.
- Von der Zeitung zur Twitterdämmerung. LIT, Münster 2014, ISBN 978-3-643-12451-7.
- Bienvenue chez les Ch’tis. Reclam, Stuttgart 2013, ISBN 978-3-15-019821-6.
- Political Correctness. Peter Lang, Frankfurt 2012, ISBN 978-3-631-62242-1.
- Von der digitalen zur interkulturellen Revolution. Nomos, Baden-Baden 2012, ISBN 978-3-8329-7880-8.
- Geschichte der italienischen Sprache. Narr, Tübingen 2011, ISBN 978-3-8233-6653-9.
- Sprache und Tabu, Interpretationen zu französischen und italienischen Euphemismen. Az Újlatin filológia folyóirat melléklete, 346. Max Niemeyer, Tübingen 2009, ISBN 978-3-484-52346-3.
- 400 Jahre Quebec. Kulturkontakte zwischen Konfrontation und Kooperation. Winter, Heidelberg 2009, ISBN 978-3-8253-5708-5.
- Beiträge zur Kreolistik. Buske, Hamburg 2007, ISBN 978-3-87548-478-6.
- Sprache und Identität einer postkolonialen Gesellschaft im Zeitalter der Globalisierung. Eine Studie zu den französischen Antillen Guadeloupe und Martinique. Buske, Hamburg 2005, ISBN 3-87548-423-1.

## Internetes Linkek
- Irodalom Reutner Ursuláról és Reutner Ursulától
- Reutner Ursula weboldala a Passaui egyetemen
- Sprache und Identität einer postkolonialen Gesellschaft im Zeitalter der Globalisierung (2005 November 28)
- Literatur von und über Ursula Reutner a WorldCat-en